# Федио Масоло (Кунео)
Федио Масоло је насеље у Италији у округу Кунео, региону Пијемонт.
Према процени из 2011. у насељу је живело 7 становника. Насеље се налази на надморској висини од 997 м.